# Carcharolaimus dentatus
Carcharolaimus dentatus är en rundmaskart. Carcharolaimus dentatus ingår i släktet Carcharolaimus och familjen Carcharolaimidae. Inga underarter finns listade i Catalogue of Life.